# HD16642
GSC3300-1026 є подвійною зорею, що знаходиться у сузір'ї Персей.
Ця подвійна система має видиму зоряну величину в смузі V приблизно 9,0.
Вона розташована на відстані близько 644,6 світлових років від Сонця.

## Подвійна зоря
Головна зоря цієї системи належить до хімічно пекулярних зір й має спектральний клас A5.
В той же час спектральний клас іншої компоненти залишається ще не визначеним.